# Phasis osbecki
Phasis osbecki är en fjärilsart som beskrevs av Aurivillius 1882. Phasis osbecki ingår i släktet Phasis och familjen juvelvingar. Inga underarter finns listade i Catalogue of Life.